# 제2차 퀘벡 회담

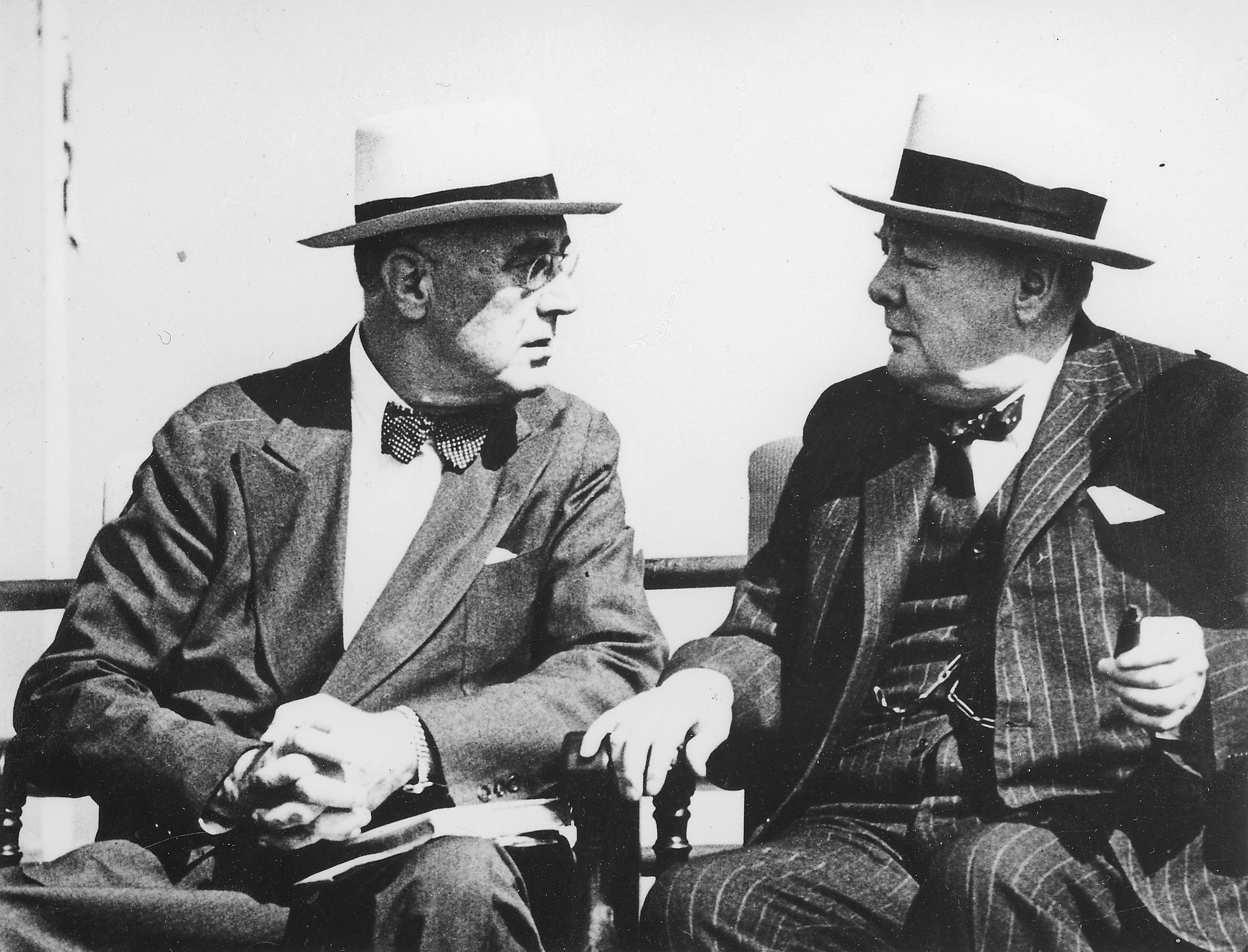
제2차 퀘벡 회담에서 루스벨트와 처칠

제2차 퀘벡 회담(Second Quebec Conference)는 제2차 세계 대전 동안에 미국과 영국 정부에 의하여 열린 고위적 군사 회담이었다. 제1차 퀘벡 회담에 이어 두번째로 퀘벡에서 열린 이 회담은 1944년 9월 12일부터 16일까지 실시되었다. 참석자는 처칠, 루스벨트와 연합 참모 본부의 참모들이었다. 킹 캐나다 총리는 주최자였으나 주요 회의에 참석하지 않았다.
동의서는 다음과 같은 사항들에 도달하였다.
1. 패전의 독일에 연합국의 점령 지역들
2. 독일을 비무장화하는 모건소 계획
3. 지속적으로 미국의 무기 대여를 영국에 원조
4. 일본에 대항하는 데 영국 해군의 업무

## 같이 보기
- 퀘벡 회담 (1943년)